# Amber Air
Die Amber Air war eine litauische Fluggesellschaft mit Sitz in Vilnius. Sie führte Linien-, Charter- und Firmenflüge durch. Drehkreuz der Gesellschaft war der Flughafen Palanga. Der Linienflugbetrieb wurde Ende Oktober 2007 eingestellt, als die Fluggesellschaft ihre Route Palanga–Hamburg aufgab.

## Geschichte
Amber Air wurde im Dezember 2004 gegründet und nahm den Liniendienst am 23. Dezember 2004 auf. Nachdem der größte Konkurrent Air Lithuania Insolvenz angemeldet hatte, erhöhte Amber Air die Anzahl der Flüge von und nach Palanga, indem die Route nach Hamburg von Air Lithuania übernommen wurde.

## Flugziele
Im Juni 2005 wurde der Liniendienst zwischen Palanga, Billund und Warschau aufgenommen. Später kam eine weitere Strecke nach Hamburg hinzu.

## Flotte im Jahr 2006
- 2 Saab 340B